# Hate It or Love It
Pour la chanson de The Game, voir Hate It or Love It (chanson).
Albums de Chingy
Hood Star
(2006)
Singles
1. Fly Like Me
Sortie : 13 novembre 2007
2. Gimme Dat
Sortie : 5 février 2008

Hate It or Love It  est le quatrième album studio de Chingy, sorti le 18 décembre 2007.

## Liste des titres
| No  | Titre                                        | Contient un (des) sample(s) de | Durée |
| --- | -------------------------------------------- | ------------------------------ | ----- |
| 1.  | Intro                                        |                                | 0:44  |
| 2.  | Hate It or Love It                           |                                | 4:07  |
| 3.  | Check My Swag                                |                                | 3:33  |
| 4.  | Fly Like Me (featuring Amerie)               |                                | 3:44  |
| 5.  | Kick Drum                                    |                                | 3:40  |
| 6.  | Gimme Dat (featuring Ludacris et Bobby V)    |                                | 4:08  |
| 7.  | All Aboard (Ride It) (featuring Steph Jones) |                                | 4:04  |
| 8.  | Trickin' Off (Skit)                          |                                | 0:22  |
| 9.  | Spend Some $ (featuring Trey Songz)          |                                | 3:32  |
| 10. | 2 Kool 2 Dance                               |                                | 3:47  |
| 11. | Lovely Ladies                                |                                | 4:17  |
| 12. | How We Feel (featuring Anthony Hamilton)     | They Don't Know de Jon B       | 4:14  |
| 13. | Roll On 'em (featuring Rick Ross)            |                                | 4:28  |
| 14. | Block Star                                   |                                | 4:33  |